# Hildebrandtia valo
Hildebrandtia valo är en vindeväxtart som beskrevs av T. Deroin. Hildebrandtia valo ingår i släktet Hildebrandtia och familjen vindeväxter. Inga underarter finns listade i Catalogue of Life.